# Ralph Fox
|  | No s'ha de confondre amb Ralph Hartzler Fox. |

Ralph Winston Fox (Halifax, West Yorkshire, Regne Unit, 30 de març del 1900 - Lopera, Jaén, 27 de desembre del 1936) fou un novel·lista, historiador social, periodista, traductor i polític anglès que combaté a la Guerra d'Espanya, on fou mort durant la batalla de Lopera, a la província de Jaén.
Estudià idiomes moderns a la Universitat d'Oxford, on s'identificà amb els moviments polítics socialista i comunista després d'una visita a la Unió Soviètica el 1920, on observà els efectes de la recent revolució russa del 1917. Va ser un dels fundadors del Partit Comunista de la Gran Bretanya.
El 1936, amb la finalitat d'anar a lluitar a la Guerra d'Espanya, s'allistà a les Brigades Internacionals, a través del Partit Comunista Francès a París. A finals de l'any 1936 arribà a la base d'entrenament de les Brigades Internacionals a Albacete, on fou assignat a la XIV Brigada Internacional. Immediatament fou enviat al front com a comissari polític de la seva unitat i morí el dia 27 de desembre en l'assalt republicà del poble de Lopera (província de Jaén), just un dia abans que un altre poeta anglès, John Cornford. El seu cos no pogué ser recuperat pels seus companys i mai més no es va poder identificar la seva tomba.

## Obres
- Genghis Khan. Nova York, Harcourt Brace and Company, (1936).